# 마이 라이프 (영화)
《마이 라이프》(영어: My Life)는 미국에서 제작된 브루스 조엘 루빈 감독의 1993년 드라마 영화이다. 마이클 키턴, 니콜 키드먼 등이 출연하였고, 헌트 라우리 등이 제작에 참여하였다.

## 줄거리
밥은 홍보 회사를 운영하고 있으며 금슬이 좋은 아름다운 아내는 첫 아이를 임신하였다. 그야말로 모든 걸 다 가졌던 밥의 삶은 어느 날 그가 신장암 환자로 판정이 나면서 완전히 뒤집힌다. 4개월 시한부로, 아이가 태어나기 전에 자신이 사망할 것임을 알게 된 밥은 얼굴 한 번 보지 못할 아이에게 자신이 그간 터득한 삶의 지혜를 전수하기 위해 영상을 찍기 시작한다.

## 출연진
- 마이클 키턴
- 니콜 키드먼
- 브래들리 휫퍼드
- 리베카 슐
- 마이클 콘스턴틴
- 퀸 라티파
- 행 S. 노어
- 리 갈링턴
- 로미 로즈몬트
- 리처드 시프
- 브렌다 스트롱
- 케네스 타이거
- 토니 소여
- 샬럿 주커

## 기타 제작진
- 미술: 닐 스피색
- 의상: 주디 러스킨

## 우리말 녹음
SBS 성우진
- 이정구 - 밥 (마이클 키턴)
- 서혜정 - 게일 (니콜 키드먼)
- 설영범 - 폴 (브래들리 휫퍼드)
- 정기항 - 빌 (마이클 콘스턴틴)
- 임수아
- 탁원제
- 이근욱